# Gonzalagunia microsepala
Gonzalagunia microsepala är en måreväxtart som beskrevs av Ignatz Urban och Erik Leonard Ekman. Gonzalagunia microsepala ingår i släktet Gonzalagunia och familjen måreväxter.
Artens utbredningsområde är Haiti. Inga underarter finns listade i Catalogue of Life.